# Copa del Rey de fútbol 2012-13
La Copa del Rey de Fútbol 2012-13 fue la edición número 109 de dicha competición española. Contó con la participación de ochenta y tres equipos de las divisiones Primera, Segunda, Segunda B y Tercera, excepto los equipos filiales de otros clubes aunque jueguen en dichas categorías. El campeón fue el Atlético de Madrid quien conquistó su décimo título al imponerse por 1-2 al Real Madrid C. F. en campo rival; fue la primera victoria del conjunto rojiblanco frente al merengue después de 14 años. Al clasificarse ambos equipos para la Liga de Campeones, el lugar correspondiente al campeón (o subcampeón en su defecto) para competir en la Europa League lo ocupó el séptimo (o el octavo si el Málaga C. F. finalizase entre los siete primeros) de la liga de ese país.

## Equipos clasificados
Disputaron la Copa del Rey 2012–13, habiendo sellado su presencia en función de su clasificación en las cuatro primeras categorías del sistema de competición liguero en la temporada 2011/12, y partiendo de determinadas rondas según su categoría en la correspondiente campaña, los siguientes equipos:

### Primera División
Los veinte equipos de la Primera División 2011/12:
| - Athletic Club - Club Atlético de Madrid - F. C. Barcelona - Real Betis Balompié - R. C. D. Espanyol - Getafe C. F. - Granada C. F. - Levante U. D. - Málaga C. F. - R. C. D. Mallorca | - C. A. Osasuna - Real Racing Club de Santander - Rayo Vallecano de Madrid - Real Madrid C. F. - Real Sociedad de Fútbol - Sevilla F. C. - Real Sporting de Gijón - Valencia C. F. - Villarreal C. F. - Real Zaragoza |

### Segunda División
Veinte equipos de Segunda División 2011/12 (excluidos el F. C. Barcelona "B" y el Villarreal CF B como equipos filiales):
| - A. D. Alcorcón - C. D. Alcoyano - U. D. Almería - F. C. Cartagena - R. C. Celta de Vigo - Córdoba C. F. - R. C. Deportivo de La Coruña - Elche C. F. - Girona F. C. - C. D. Guadalajara | - Hércules C. F. - S. D. Huesca - U. D. Las Palmas - Real Murcia C. F. - Club Gimnàstic de Tarragona - C. D. Numancia de Soria - R. C. Recreativo de Huelva - C. E. Sabadell F. C. - Real Valladolid C. F. - Xerez C. D. |

### Segunda División B
Veinticinco equipos de Segunda División B 2011/12: los cinco mejores clasificados en cada uno de los cuatro grupos, exceptuando los equipos filiales, además de los cinco clubes con mayor puntuación, sin distinción de grupos:
| Grupo 1 - C. D. Tenerife - C. D. Lugo - Albacete Balompié - Real Oviedo - La Roda C. F. | Grupo 2 - C. D. Mirandés - S. D. Ponferradina - S. D. Eibar - S. D. Amorebieta - U. D. Logroñés - Deportivo Alavés | Grupo 3 - C. D. Atlético Baleares - Orihuela C. F. - Huracán Valencia C. F. - C. F. Badalona - U. E. Llagostera - C. E. L'Hospitalet - Club Lleida Esportiu | Grupo 4 - Cádiz C. F. - Real Balompédica Linense - Lucena C. F. - Real Jaén C. F. - U. D. Melilla - C. D. San Roque de Lepe - C. P. Cacereño |

### Tercera División
Los dieciocho equipos campeones de los grupos de Tercera División 2011/12 (en caso de que un equipo filial sea campeón de su grupo la plaza se adjudica al equipo no filial mejor clasificado):
| - C. D. Ourense - Caudal Deportivo - S. D. Noja - C. D. Laudio - A. E. Prat - Catarroja C. F. - C. F. Fuenlabrada - Real Ávila C. F. - Loja C. D. | - Atlético Sanluqueño C. F. - C. D. Constancia - C. D. Marino - Yeclano Deportivo - Arroyo C. P. - Peña Sport F. C. - S. D. Logroñés - S. D. Ejea - C. P. Villarrobledo |

## Primera ronda
La primera ronda del torneo la disputaron los cuarenta y tres equipos de Segunda División B y Tercera División, de los cuales siete quedaron exentos. La eliminatoria se decidió a partido único entre los días 29 y 30 de agosto de 2012, en el campo de los clubes cuyas bolas del sorteo fueron extraídas en primer lugar.
| Local                     | Resultado | Visitante                   |
| ------------------------- | --------- | --------------------------- |
| Caudal Deportivo          | 2 - 0     | C. D. Marino                |
| C. D. Ourense             | 2 - 1     | Real Ávila C. F.            |
| Real Oviedo               | 2 - 0     | C. F. Fuenlabrada           |
| S. D. Logroñés            | 2 - 1     | U. D. Logroñés              |
| S. D. Noja                | 3 - 2     | S. D. Amorebieta            |
| C. D. Laudio              | 0 - 1     | S. D. Eibar                 |
| S. D. Ejea                | 4 - 2     | Peña Sport F. C.            |
| C. E. L'Hospitalet        | 1 - 0     | Orihuela C. F.              |
| C. D. Alcoyano            | 2 - 0     | C. D. Atlético Baleares     |
| C. D. Constancia          | 3 - 0     | Yeclano Deportivo           |
| A. E. Prat                | 2 - 1     | Club Gimnàstic de Tarragona |
| U. E. Llagostera          | 1 - 0     | C. F. Badalona              |
| Cádiz C. F.               | 3 - 2     | C. D. San Roque de Lepe     |
| Arroyo C. P.              | 2 - 1     | La Roda C. F.               |
| Albacete Balompié         | 4 - 0     | Loja C. D.                  |
| C. P. Villarrobledo       | 1 - 3     | C. P. Cacereño              |
| Atlético Sanluqueño C. F. | 1 - 0     | F. C. Cartagena             |
| Catarroja C. F.           | 0 - 2     | Deportivo Alavés            |

## Segunda ronda
La segunda ronda del torneo la disputaron los dieciocho vencedores de la primera ronda, los siete equipos exentos de la misma y los veinte equipos de Segunda División. Los equipos de Segunda debieron, obligatoriamente, enfrentarse entre sí. La eliminatoria se jugó a partido único entre los días 11 y 12 de septiembre de 2012.
| Local                    | Resultado          | Visitante                     |
| ------------------------ | ------------------ | ----------------------------- |
| Lucena C. F.             | 4 - 1              | S. D. Logroñés                |
| C. D. Constancia         | 1 - 1 (pen. 3 - 1) | C. D. Ourense                 |
| C. E. L'Hospitalet       | 1 - 1 (pen. 3 - 4) | S. D. Noja                    |
| Deportivo Alavés         | 2 - 1              | Atlético Sanluqueño C. F.     |
| Club Lleida Esportiu     | 0 - 2              | S. D. Eibar                   |
| U. E. Llagostera         | 1 - 0              | S. D. Ejea                    |
| Real Oviedo              | 0 - 0 (pen. 4 - 5) | A. E. Prat                    |
| Huracán Valencia C. F.   | 1 - 1 (pen. 4 - 2) | Albacete Balompié             |
| C. D. Alcoyano           | 1 - 0              | C. D. Tenerife                |
| Real Jaén C. F.          | 2 - 0              | Caudal Deportivo              |
| Cádiz C. F.              | 1 - 2              | Arroyo C. P.                  |
| Real Balompédica Linense | 2 - 2 (pen. 5 - 6) | U. D. Melilla                 |
| U. D. Almería            | 2 - 0              | Real Murcia C. F.             |
| Real Sporting de Gijón   | 2 - 0              | Girona F. C.                  |
| S. D. Huesca             | 2 - 1              | C. D. Guadalajara             |
| C. D. Lugo               | 0 - 1              | Real Racing Club de Santander |
| C. E. Sabadell F. C.     | 2 - 0              | Hércules C. F.                |
| Villarreal C. F.         | 0 - 2              | S. D. Ponferradina            |
| C. D. Mirandés           | 2 - 0              | R. C. Recreativo de Huelva    |
| Córdoba C. F.            | 1 - 0              | Elche C. F.                   |
| Xerez C. D.              | 0 - 1              | U. D. Las Palmas              |
| A. D. Alcorcón           | 4 - 1              | C. D. Numancia de Soria       |

## Tercera ronda
La tercera ronda del torneo la disputaron los veintidós vencedores de la segunda ronda, además del club exento de la misma. Los equipos de Segunda División debieron, de nuevo, enfrentarse entre sí obligatoriamente. La eliminatoria se jugó a partido único entre los días 17 y 18 de octubre de 2012.
| Local                  | Resultado          | Visitante                     |
| ---------------------- | ------------------ | ----------------------------- |
| U. D. Las Palmas       | 4 - 2              | Real Racing Club de Santander |
| Real Sporting de Gijón | 2 - 1              | C. D. Mirandés                |
| U. D. Almería          | 3 - 0              | A. D. Alcorcón                |
| S. D. Huesca           | 1 - 1 (pen. 3 - 4) | S. D. Ponferradina            |
| C. E. Sabadell F. C.   | 0 - 1              | Córdoba C. F.                 |
| Huracán Valencia C. F. | 1 - 2              | Deportivo Alavés              |
| Lucena C. F.           | 1 - 3              | C. P. Cacereño                |
| C. D. Constancia       | 1 - 1 (pen. 7 - 8) | U. D. Melilla                 |
| S. D. Eibar            | 1 - 0              | Arroyo C. P.                  |
| S. D. Noja             | 0 - 1              | Real Jaén C. F.               |
| A. E. Prat             | 2 - 3              | U. E. Llagostera              |

## Fase final
La fase final consistirá en cuatro rondas eliminatorias a doble partido. El sorteo tuvo lugar el día 18 de octubre de 2012 y determinó los siguientes enfrentamientos:
|  | Dieciseisavos de final                                                                           | Dieciseisavos de final                                                                           | Dieciseisavos de final                                                                           | Dieciseisavos de final                                                                           |   |                    | Octavos de final                                                      | Octavos de final                                                      | Octavos de final                                                      | Octavos de final                                                      |  |                    | Cuartos de final                                                  | Cuartos de final                                                  | Cuartos de final                                                  | Cuartos de final                                                  |  |                    | Semifinales                                                        | Semifinales                                                        | Semifinales                                                        | Semifinales                                                        |  |             | Final                                                | Final                                                |  |
|  | 30 de octubre y 1 de noviembre de 2012 (ida) 27 de noviembre al 12 de diciembre de 2012 (vuelta) | 30 de octubre y 1 de noviembre de 2012 (ida) 27 de noviembre al 12 de diciembre de 2012 (vuelta) | 30 de octubre y 1 de noviembre de 2012 (ida) 27 de noviembre al 12 de diciembre de 2012 (vuelta) | 30 de octubre y 1 de noviembre de 2012 (ida) 27 de noviembre al 12 de diciembre de 2012 (vuelta) |   |                    | 11 al 18 de diciembre de 2012 (ida) 8 al 10 de enero de 2013 (vuelta) | 11 al 18 de diciembre de 2012 (ida) 8 al 10 de enero de 2013 (vuelta) | 11 al 18 de diciembre de 2012 (ida) 8 al 10 de enero de 2013 (vuelta) | 11 al 18 de diciembre de 2012 (ida) 8 al 10 de enero de 2013 (vuelta) |  |                    | 15 al 17 de enero de 2013 (ida) 23 y 24 de enero de 2013 (vuelta) | 15 al 17 de enero de 2013 (ida) 23 y 24 de enero de 2013 (vuelta) | 15 al 17 de enero de 2013 (ida) 23 y 24 de enero de 2013 (vuelta) | 15 al 17 de enero de 2013 (ida) 23 y 24 de enero de 2013 (vuelta) |  |                    | 30 y 31 de enero de 2013 (ida) 26 y 27 de febrero de 2013 (vuelta) | 30 y 31 de enero de 2013 (ida) 26 y 27 de febrero de 2013 (vuelta) | 30 y 31 de enero de 2013 (ida) 26 y 27 de febrero de 2013 (vuelta) | 30 y 31 de enero de 2013 (ida) 26 y 27 de febrero de 2013 (vuelta) |  |             | 17 de mayo de 2013 Estadio Santiago Bernabéu, Madrid | 17 de mayo de 2013 Estadio Santiago Bernabéu, Madrid |  |
|  |                                                                                                  |                                                                                                  |                                                                                                  |                                                                                                  |   |                    |                                                                       |                                                                       |                                                                       |                                                                       |  |                    |                                                                   |                                                                   |                                                                   |                                                                   |  |                    |                                                                    |                                                                    |                                                                    |                                                                    |  |             |                                                      |                                                      |  |
|  |                                                                                                  |                                                                                                  |                                                                                                  |                                                                                                  |   |                    |                                                                       |                                                                       |                                                                       |                                                                       |  |                    |                                                                   |                                                                   |                                                                   |                                                                   |  |                    |                                                                    |                                                                    |                                                                    |                                                                    |  |             |                                                      |                                                      |  |
|  | Almería                                                                                          | 2                                                                                                | 0                                                                                                | 2                                                                                                |   |                    |                                                                       |                                                                       |                                                                       |                                                                       |  |                    |                                                                   |                                                                   |                                                                   |                                                                   |  |                    |                                                                    |                                                                    |                                                                    |                                                                    |  |             |                                                      |                                                      |  |
|  | Almería                                                                                          | 2                                                                                                | 0                                                                                                | 2                                                                                                |   |                    |                                                                       |                                                                       |                                                                       |                                                                       |  |                    |                                                                   |                                                                   |                                                                   |                                                                   |  |                    |                                                                    |                                                                    |                                                                    |                                                                    |  |             |                                                      |                                                      |  |
|  | Celta de Vigo (t. s.)                                                                            | 0                                                                                                | 3                                                                                                | 3                                                                                                |   |                    |                                                                       |                                                                       |                                                                       |                                                                       |  |                    |                                                                   |                                                                   |                                                                   |                                                                   |  |                    |                                                                    |                                                                    |                                                                    |                                                                    |  |             |                                                      |                                                      |  |
|  | Celta de Vigo (t. s.)                                                                            | 0                                                                                                | 3                                                                                                | 3                                                                                                |   | Celta de Vigo      | 2                                                                     | 0                                                                     | 2                                                                     |                                                                       |  |                    |                                                                   |                                                                   |                                                                   |                                                                   |  |                    |                                                                    |                                                                    |                                                                    |                                                                    |  |             |                                                      |                                                      |  |
|  |                                                                                                  |                                                                                                  |                                                                                                  |                                                                                                  |   | Celta de Vigo      | 2                                                                     | 0                                                                     | 2                                                                     |                                                                       |  |                    |                                                                   |                                                                   |                                                                   |                                                                   |  |                    |                                                                    |                                                                    |                                                                    |                                                                    |  |             |                                                      |                                                      |  |
|  |                                                                                                  |                                                                                                  | Real Madrid                                                                                      | 1                                                                                                | 4 | 5                  |                                                                       |                                                                       |                                                                       |                                                                       |  |                    |                                                                   |                                                                   |                                                                   |                                                                   |  |                    |                                                                    |                                                                    |                                                                    |                                                                    |  |             |                                                      |                                                      |  |
|  | Alcoyano                                                                                         | 1                                                                                                | Real Madrid                                                                                      | 1                                                                                                | 4 | 5                  | 0                                                                     | 1                                                                     |                                                                       |                                                                       |  |                    |                                                                   |                                                                   |                                                                   |                                                                   |  |                    |                                                                    |                                                                    |                                                                    |                                                                    |  |             |                                                      |                                                      |  |
|  | Alcoyano                                                                                         | 1                                                                                                |                                                                                                  |                                                                                                  |   |                    |                                                                       |                                                                       |                                                                       |                                                                       |  |                    |                                                                   |                                                                   |                                                                   |                                                                   |  |                    |                                                                    |                                                                    |                                                                    |                                                                    |  |             |                                                      |                                                      |  |
|  | Real Madrid                                                                                      | 4                                                                                                | 3                                                                                                | 7                                                                                                |   |                    |                                                                       |                                                                       |                                                                       |                                                                       |  |                    |                                                                   |                                                                   |                                                                   |                                                                   |  |                    |                                                                    |                                                                    |                                                                    |                                                                    |  |             |                                                      |                                                      |  |
|  | Real Madrid                                                                                      | 4                                                                                                | 3                                                                                                | 7                                                                                                |   |                    |                                                                       |                                                                       |                                                                       |                                                                       |  | Real Madrid        | 2                                                                 | 1                                                                 | 3                                                                 |                                                                   |  |                    |                                                                    |                                                                    |                                                                    |                                                                    |  |             |                                                      |                                                      |  |
|  |                                                                                                  |                                                                                                  |                                                                                                  |                                                                                                  |   |                    |                                                                       |                                                                       |                                                                       |                                                                       |  | Real Madrid        | 2                                                                 | 1                                                                 | 3                                                                 |                                                                   |  |                    |                                                                    |                                                                    |                                                                    |                                                                    |  |             |                                                      |                                                      |  |
|  |                                                                                                  |                                                                                                  | Valencia                                                                                         | 0                                                                                                | 1 | 1                  |                                                                       |                                                                       |                                                                       |                                                                       |  |                    |                                                                   |                                                                   |                                                                   |                                                                   |  |                    |                                                                    |                                                                    |                                                                    |                                                                    |  |             |                                                      |                                                      |  |
|  | Sporting de Gijón                                                                                | 1                                                                                                | Valencia                                                                                         | 0                                                                                                | 1 | 1                  | 0                                                                     | 1                                                                     |                                                                       |                                                                       |  |                    |                                                                   |                                                                   |                                                                   |                                                                   |  |                    |                                                                    |                                                                    |                                                                    |                                                                    |  |             |                                                      |                                                      |  |
|  | Sporting de Gijón                                                                                | 1                                                                                                |                                                                                                  |                                                                                                  |   |                    |                                                                       |                                                                       |                                                                       |                                                                       |  |                    |                                                                   |                                                                   |                                                                   |                                                                   |  |                    |                                                                    |                                                                    |                                                                    |                                                                    |  |             |                                                      |                                                      |  |
|  | Osasuna                                                                                          | 0                                                                                                | 2                                                                                                | 2                                                                                                |   |                    |                                                                       |                                                                       |                                                                       |                                                                       |  |                    |                                                                   |                                                                   |                                                                   |                                                                   |  |                    |                                                                    |                                                                    |                                                                    |                                                                    |  |             |                                                      |                                                      |  |
|  | Osasuna                                                                                          | 0                                                                                                | 2                                                                                                | 2                                                                                                |   | Osasuna            | 0                                                                     | 1                                                                     | 1                                                                     |                                                                       |  |                    |                                                                   |                                                                   |                                                                   |                                                                   |  |                    |                                                                    |                                                                    |                                                                    |                                                                    |  |             |                                                      |                                                      |  |
|  |                                                                                                  |                                                                                                  |                                                                                                  |                                                                                                  |   | Osasuna            | 0                                                                     | 1                                                                     | 1                                                                     |                                                                       |  |                    |                                                                   |                                                                   |                                                                   |                                                                   |  |                    |                                                                    |                                                                    |                                                                    |                                                                    |  |             |                                                      |                                                      |  |
|  |                                                                                                  |                                                                                                  | Valencia                                                                                         | 2                                                                                                | 2 | 4                  |                                                                       |                                                                       |                                                                       |                                                                       |  |                    |                                                                   |                                                                   |                                                                   |                                                                   |  |                    |                                                                    |                                                                    |                                                                    |                                                                    |  |             |                                                      |                                                      |  |
|  | Llagostera                                                                                       | 0                                                                                                | Valencia                                                                                         | 2                                                                                                | 2 | 4                  | 1                                                                     | 1                                                                     |                                                                       |                                                                       |  |                    |                                                                   |                                                                   |                                                                   |                                                                   |  |                    |                                                                    |                                                                    |                                                                    |                                                                    |  |             |                                                      |                                                      |  |
|  | Llagostera                                                                                       | 0                                                                                                |                                                                                                  |                                                                                                  |   |                    |                                                                       |                                                                       |                                                                       |                                                                       |  |                    |                                                                   |                                                                   |                                                                   |                                                                   |  |                    |                                                                    |                                                                    |                                                                    |                                                                    |  |             |                                                      |                                                      |  |
|  | Valencia                                                                                         | 2                                                                                                | 3                                                                                                | 5                                                                                                |   |                    |                                                                       |                                                                       |                                                                       |                                                                       |  |                    |                                                                   |                                                                   |                                                                   |                                                                   |  |                    |                                                                    |                                                                    |                                                                    |                                                                    |  |             |                                                      |                                                      |  |
|  | Valencia                                                                                         | 2                                                                                                | 3                                                                                                | 5                                                                                                |   |                    |                                                                       |                                                                       |                                                                       |                                                                       |  |                    |                                                                   |                                                                   |                                                                   |                                                                   |  | Real Madrid        | 1                                                                  | 3                                                                  | 4                                                                  |                                                                    |  |             |                                                      |                                                      |  |
|  |                                                                                                  |                                                                                                  |                                                                                                  |                                                                                                  |   |                    |                                                                       |                                                                       |                                                                       |                                                                       |  |                    |                                                                   |                                                                   |                                                                   |                                                                   |  | Real Madrid        | 1                                                                  | 3                                                                  | 4                                                                  |                                                                    |  |             |                                                      |                                                      |  |
|  |                                                                                                  |                                                                                                  | Barcelona                                                                                        | 1                                                                                                | 1 | 2                  |                                                                       |                                                                       |                                                                       |                                                                       |  |                    |                                                                   |                                                                   |                                                                   |                                                                   |  |                    |                                                                    |                                                                    |                                                                    |                                                                    |  |             |                                                      |                                                      |  |
|  | Córdoba                                                                                          | 2                                                                                                | Barcelona                                                                                        | 1                                                                                                | 1 | 2                  | 2                                                                     | 4                                                                     |                                                                       |                                                                       |  |                    |                                                                   |                                                                   |                                                                   |                                                                   |  |                    |                                                                    |                                                                    |                                                                    |                                                                    |  |             |                                                      |                                                      |  |
|  | Córdoba                                                                                          | 2                                                                                                |                                                                                                  |                                                                                                  |   |                    |                                                                       |                                                                       |                                                                       |                                                                       |  |                    |                                                                   |                                                                   |                                                                   |                                                                   |  |                    |                                                                    |                                                                    |                                                                    |                                                                    |  |             |                                                      |                                                      |  |
|  | Real Sociedad                                                                                    | 0                                                                                                | 2                                                                                                | 2                                                                                                |   |                    |                                                                       |                                                                       |                                                                       |                                                                       |  |                    |                                                                   |                                                                   |                                                                   |                                                                   |  |                    |                                                                    |                                                                    |                                                                    |                                                                    |  |             |                                                      |                                                      |  |
|  | Real Sociedad                                                                                    | 0                                                                                                | 2                                                                                                | 2                                                                                                |   | Córdoba            | 0                                                                     | 0                                                                     | 0                                                                     |                                                                       |  |                    |                                                                   |                                                                   |                                                                   |                                                                   |  |                    |                                                                    |                                                                    |                                                                    |                                                                    |  |             |                                                      |                                                      |  |
|  |                                                                                                  |                                                                                                  |                                                                                                  |                                                                                                  |   | Córdoba            | 0                                                                     | 0                                                                     | 0                                                                     |                                                                       |  |                    |                                                                   |                                                                   |                                                                   |                                                                   |  |                    |                                                                    |                                                                    |                                                                    |                                                                    |  |             |                                                      |                                                      |  |
|  |                                                                                                  |                                                                                                  | Barcelona                                                                                        | 2                                                                                                | 5 | 7                  |                                                                       |                                                                       |                                                                       |                                                                       |  |                    |                                                                   |                                                                   |                                                                   |                                                                   |  |                    |                                                                    |                                                                    |                                                                    |                                                                    |  |             |                                                      |                                                      |  |
|  | Alavés                                                                                           | 0                                                                                                | Barcelona                                                                                        | 2                                                                                                | 5 | 7                  | 1                                                                     | 1                                                                     |                                                                       |                                                                       |  |                    |                                                                   |                                                                   |                                                                   |                                                                   |  |                    |                                                                    |                                                                    |                                                                    |                                                                    |  |             |                                                      |                                                      |  |
|  | Alavés                                                                                           | 0                                                                                                |                                                                                                  |                                                                                                  |   |                    |                                                                       |                                                                       |                                                                       |                                                                       |  |                    |                                                                   |                                                                   |                                                                   |                                                                   |  |                    |                                                                    |                                                                    |                                                                    |                                                                    |  |             |                                                      |                                                      |  |
|  | Barcelona                                                                                        | 3                                                                                                | 3                                                                                                | 6                                                                                                |   |                    |                                                                       |                                                                       |                                                                       |                                                                       |  |                    |                                                                   |                                                                   |                                                                   |                                                                   |  |                    |                                                                    |                                                                    |                                                                    |                                                                    |  |             |                                                      |                                                      |  |
|  | Barcelona                                                                                        | 3                                                                                                | 3                                                                                                | 6                                                                                                |   |                    |                                                                       |                                                                       |                                                                       |                                                                       |  | Barcelona          | 2                                                                 | 4                                                                 | 6                                                                 |                                                                   |  |                    |                                                                    |                                                                    |                                                                    |                                                                    |  |             |                                                      |                                                      |  |
|  |                                                                                                  |                                                                                                  |                                                                                                  |                                                                                                  |   |                    |                                                                       |                                                                       |                                                                       |                                                                       |  | Barcelona          | 2                                                                 | 4                                                                 | 6                                                                 |                                                                   |  |                    |                                                                    |                                                                    |                                                                    |                                                                    |  |             |                                                      |                                                      |  |
|  |                                                                                                  |                                                                                                  | Málaga                                                                                           | 2                                                                                                | 2 | 4                  |                                                                       |                                                                       |                                                                       |                                                                       |  |                    |                                                                   |                                                                   |                                                                   |                                                                   |  |                    |                                                                    |                                                                    |                                                                    |                                                                    |  |             |                                                      |                                                      |  |
|  | Eibar (v.)                                                                                       | 0                                                                                                | Málaga                                                                                           | 2                                                                                                | 2 | 4                  | 1                                                                     | 1                                                                     |                                                                       |                                                                       |  |                    |                                                                   |                                                                   |                                                                   |                                                                   |  |                    |                                                                    |                                                                    |                                                                    |                                                                    |  |             |                                                      |                                                      |  |
|  | Eibar (v.)                                                                                       | 0                                                                                                |                                                                                                  |                                                                                                  |   |                    |                                                                       |                                                                       |                                                                       |                                                                       |  |                    |                                                                   |                                                                   |                                                                   |                                                                   |  |                    |                                                                    |                                                                    |                                                                    |                                                                    |  |             |                                                      |                                                      |  |
|  | Athletic Club                                                                                    | 0                                                                                                | 1                                                                                                | 1                                                                                                |   |                    |                                                                       |                                                                       |                                                                       |                                                                       |  |                    |                                                                   |                                                                   |                                                                   |                                                                   |  |                    |                                                                    |                                                                    |                                                                    |                                                                    |  |             |                                                      |                                                      |  |
|  | Athletic Club                                                                                    | 0                                                                                                | 1                                                                                                | 1                                                                                                |   | Eibar              | 1                                                                     | 1                                                                     | 2                                                                     |                                                                       |  |                    |                                                                   |                                                                   |                                                                   |                                                                   |  |                    |                                                                    |                                                                    |                                                                    |                                                                    |  |             |                                                      |                                                      |  |
|  |                                                                                                  |                                                                                                  |                                                                                                  |                                                                                                  |   | Eibar              | 1                                                                     | 1                                                                     | 2                                                                     |                                                                       |  |                    |                                                                   |                                                                   |                                                                   |                                                                   |  |                    |                                                                    |                                                                    |                                                                    |                                                                    |  |             |                                                      |                                                      |  |
|  |                                                                                                  |                                                                                                  | Málaga                                                                                           | 1                                                                                                | 4 | 5                  |                                                                       |                                                                       |                                                                       |                                                                       |  |                    |                                                                   |                                                                   |                                                                   |                                                                   |  |                    |                                                                    |                                                                    |                                                                    |                                                                    |  |             |                                                      |                                                      |  |
|  | Cacereño                                                                                         | 3                                                                                                | Málaga                                                                                           | 1                                                                                                | 4 | 5                  | 1                                                                     | 4                                                                     |                                                                       |                                                                       |  |                    |                                                                   |                                                                   |                                                                   |                                                                   |  |                    |                                                                    |                                                                    |                                                                    |                                                                    |  |             |                                                      |                                                      |  |
|  | Cacereño                                                                                         | 3                                                                                                |                                                                                                  |                                                                                                  |   |                    |                                                                       |                                                                       |                                                                       |                                                                       |  |                    |                                                                   |                                                                   |                                                                   |                                                                   |  |                    |                                                                    |                                                                    |                                                                    |                                                                    |  |             |                                                      |                                                      |  |
|  | Málaga (v.)                                                                                      | 4                                                                                                | 0                                                                                                | 4                                                                                                |   |                    |                                                                       |                                                                       |                                                                       |                                                                       |  |                    |                                                                   |                                                                   |                                                                   |                                                                   |  |                    |                                                                    |                                                                    |                                                                    |                                                                    |  |             |                                                      |                                                      |  |
|  | Málaga (v.)                                                                                      | 4                                                                                                | 0                                                                                                | 4                                                                                                |   |                    |                                                                       |                                                                       |                                                                       |                                                                       |  |                    |                                                                   |                                                                   |                                                                   |                                                                   |  |                    |                                                                    |                                                                    |                                                                    |                                                                    |  | Real Madrid | 1                                                    |                                                      |  |
|  |                                                                                                  |                                                                                                  |                                                                                                  |                                                                                                  |   |                    |                                                                       |                                                                       |                                                                       |                                                                       |  |                    |                                                                   |                                                                   |                                                                   |                                                                   |  |                    |                                                                    |                                                                    |                                                                    |                                                                    |  | Real Madrid | 1                                                    |                                                      |  |
|  |                                                                                                  |                                                                                                  | Atlético de Madrid (t. s.)                                                                       | 2                                                                                                |   |                    |                                                                       |                                                                       |                                                                       |                                                                       |  |                    |                                                                   |                                                                   |                                                                   |                                                                   |  |                    |                                                                    |                                                                    |                                                                    |                                                                    |  |             |                                                      |                                                      |  |
|  | Real Jaén                                                                                        | 0                                                                                                | Atlético de Madrid (t. s.)                                                                       | 2                                                                                                | 0 | 0                  |                                                                       |                                                                       |                                                                       |                                                                       |  |                    |                                                                   |                                                                   |                                                                   |                                                                   |  |                    |                                                                    |                                                                    |                                                                    |                                                                    |  |             |                                                      |                                                      |  |
|  | Real Jaén                                                                                        | 0                                                                                                |                                                                                                  |                                                                                                  |   |                    |                                                                       |                                                                       |                                                                       |                                                                       |  |                    |                                                                   |                                                                   |                                                                   |                                                                   |  |                    |                                                                    |                                                                    |                                                                    |                                                                    |  |             |                                                      |                                                      |  |
|  | Atlético de Madrid                                                                               | 3                                                                                                | 1                                                                                                | 4                                                                                                |   |                    |                                                                       |                                                                       |                                                                       |                                                                       |  |                    |                                                                   |                                                                   |                                                                   |                                                                   |  |                    |                                                                    |                                                                    |                                                                    |                                                                    |  |             |                                                      |                                                      |  |
|  | Atlético de Madrid                                                                               | 3                                                                                                | 1                                                                                                | 4                                                                                                |   | Atlético de Madrid | 3                                                                     | 0                                                                     | 3                                                                     |                                                                       |  |                    |                                                                   |                                                                   |                                                                   |                                                                   |  |                    |                                                                    |                                                                    |                                                                    |                                                                    |  |             |                                                      |                                                      |  |
|  |                                                                                                  |                                                                                                  |                                                                                                  |                                                                                                  |   | Atlético de Madrid | 3                                                                     | 0                                                                     | 3                                                                     |                                                                       |  |                    |                                                                   |                                                                   |                                                                   |                                                                   |  |                    |                                                                    |                                                                    |                                                                    |                                                                    |  |             |                                                      |                                                      |  |
|  |                                                                                                  |                                                                                                  | Getafe                                                                                           | 0                                                                                                | 0 | 0                  |                                                                       |                                                                       |                                                                       |                                                                       |  |                    |                                                                   |                                                                   |                                                                   |                                                                   |  |                    |                                                                    |                                                                    |                                                                    |                                                                    |  |             |                                                      |                                                      |  |
|  | Ponferradina                                                                                     | 0                                                                                                | Getafe                                                                                           | 0                                                                                                | 0 | 0                  | 0                                                                     | 0                                                                     |                                                                       |                                                                       |  |                    |                                                                   |                                                                   |                                                                   |                                                                   |  |                    |                                                                    |                                                                    |                                                                    |                                                                    |  |             |                                                      |                                                      |  |
|  | Ponferradina                                                                                     | 0                                                                                                |                                                                                                  |                                                                                                  |   |                    |                                                                       |                                                                       |                                                                       |                                                                       |  |                    |                                                                   |                                                                   |                                                                   |                                                                   |  |                    |                                                                    |                                                                    |                                                                    |                                                                    |  |             |                                                      |                                                      |  |
|  | Getafe                                                                                           | 4                                                                                                | 0                                                                                                | 4                                                                                                |   |                    |                                                                       |                                                                       |                                                                       |                                                                       |  |                    |                                                                   |                                                                   |                                                                   |                                                                   |  |                    |                                                                    |                                                                    |                                                                    |                                                                    |  |             |                                                      |                                                      |  |
|  | Getafe                                                                                           | 4                                                                                                | 0                                                                                                | 4                                                                                                |   |                    |                                                                       |                                                                       |                                                                       |                                                                       |  | Atlético de Madrid | 2                                                                 | 1                                                                 | 3                                                                 |                                                                   |  |                    |                                                                    |                                                                    |                                                                    |                                                                    |  |             |                                                      |                                                      |  |
|  |                                                                                                  |                                                                                                  |                                                                                                  |                                                                                                  |   |                    |                                                                       |                                                                       |                                                                       |                                                                       |  | Atlético de Madrid | 2                                                                 | 1                                                                 | 3                                                                 |                                                                   |  |                    |                                                                    |                                                                    |                                                                    |                                                                    |  |             |                                                      |                                                      |  |
|  |                                                                                                  |                                                                                                  | Real Betis                                                                                       | 0                                                                                                | 1 | 1                  |                                                                       |                                                                       |                                                                       |                                                                       |  |                    |                                                                   |                                                                   |                                                                   |                                                                   |  |                    |                                                                    |                                                                    |                                                                    |                                                                    |  |             |                                                      |                                                      |  |
|  | Las Palmas                                                                                       | 1                                                                                                | Real Betis                                                                                       | 0                                                                                                | 1 | 1                  | 0                                                                     | 1                                                                     |                                                                       |                                                                       |  |                    |                                                                   |                                                                   |                                                                   |                                                                   |  |                    |                                                                    |                                                                    |                                                                    |                                                                    |  |             |                                                      |                                                      |  |
|  | Las Palmas                                                                                       | 1                                                                                                |                                                                                                  |                                                                                                  |   |                    |                                                                       |                                                                       |                                                                       |                                                                       |  |                    |                                                                   |                                                                   |                                                                   |                                                                   |  |                    |                                                                    |                                                                    |                                                                    |                                                                    |  |             |                                                      |                                                      |  |
|  | Rayo Vallecano                                                                                   | 0                                                                                                | 0                                                                                                | 0                                                                                                |   |                    |                                                                       |                                                                       |                                                                       |                                                                       |  |                    |                                                                   |                                                                   |                                                                   |                                                                   |  |                    |                                                                    |                                                                    |                                                                    |                                                                    |  |             |                                                      |                                                      |  |
|  | Rayo Vallecano                                                                                   | 0                                                                                                | 0                                                                                                | 0                                                                                                |   | Las Palmas         | 1                                                                     | 0                                                                     | 1                                                                     |                                                                       |  |                    |                                                                   |                                                                   |                                                                   |                                                                   |  |                    |                                                                    |                                                                    |                                                                    |                                                                    |  |             |                                                      |                                                      |  |
|  |                                                                                                  |                                                                                                  |                                                                                                  |                                                                                                  |   | Las Palmas         | 1                                                                     | 0                                                                     | 1                                                                     |                                                                       |  |                    |                                                                   |                                                                   |                                                                   |                                                                   |  |                    |                                                                    |                                                                    |                                                                    |                                                                    |  |             |                                                      |                                                      |  |
|  |                                                                                                  |                                                                                                  | Real Betis                                                                                       | 1                                                                                                | 1 | 2                  |                                                                       |                                                                       |                                                                       |                                                                       |  |                    |                                                                   |                                                                   |                                                                   |                                                                   |  |                    |                                                                    |                                                                    |                                                                    |                                                                    |  |             |                                                      |                                                      |  |
|  | Real Valladolid                                                                                  | 1                                                                                                | Real Betis                                                                                       | 1                                                                                                | 1 | 2                  | 0                                                                     | 1                                                                     |                                                                       |                                                                       |  |                    |                                                                   |                                                                   |                                                                   |                                                                   |  |                    |                                                                    |                                                                    |                                                                    |                                                                    |  |             |                                                      |                                                      |  |
|  | Real Valladolid                                                                                  | 1                                                                                                |                                                                                                  |                                                                                                  |   |                    |                                                                       |                                                                       |                                                                       |                                                                       |  |                    |                                                                   |                                                                   |                                                                   |                                                                   |  |                    |                                                                    |                                                                    |                                                                    |                                                                    |  |             |                                                      |                                                      |  |
|  | Real Betis                                                                                       | 0                                                                                                | 3                                                                                                | 3                                                                                                |   |                    |                                                                       |                                                                       |                                                                       |                                                                       |  |                    |                                                                   |                                                                   |                                                                   |                                                                   |  |                    |                                                                    |                                                                    |                                                                    |                                                                    |  |             |                                                      |                                                      |  |
|  | Real Betis                                                                                       | 0                                                                                                | 3                                                                                                | 3                                                                                                |   |                    |                                                                       |                                                                       |                                                                       |                                                                       |  |                    |                                                                   |                                                                   |                                                                   |                                                                   |  | Atlético de Madrid | 2                                                                  | 2                                                                  | 4                                                                  |                                                                    |  |             |                                                      |                                                      |  |
|  |                                                                                                  |                                                                                                  |                                                                                                  |                                                                                                  |   |                    |                                                                       |                                                                       |                                                                       |                                                                       |  |                    |                                                                   |                                                                   |                                                                   |                                                                   |  | Atlético de Madrid | 2                                                                  | 2                                                                  | 4                                                                  |                                                                    |  |             |                                                      |                                                      |  |
|  |                                                                                                  |                                                                                                  | Sevilla                                                                                          | 1                                                                                                | 2 | 3                  |                                                                       |                                                                       |                                                                       |                                                                       |  |                    |                                                                   |                                                                   |                                                                   |                                                                   |  |                    |                                                                    |                                                                    |                                                                    |                                                                    |  |             |                                                      |                                                      |  |
|  | Melilla                                                                                          | 1                                                                                                | Sevilla                                                                                          | 1                                                                                                | 2 | 3                  | 1                                                                     | 2                                                                     |                                                                       |                                                                       |  |                    |                                                                   |                                                                   |                                                                   |                                                                   |  |                    |                                                                    |                                                                    |                                                                    |                                                                    |  |             |                                                      |                                                      |  |
|  | Melilla                                                                                          | 1                                                                                                |                                                                                                  |                                                                                                  |   |                    |                                                                       |                                                                       |                                                                       |                                                                       |  |                    |                                                                   |                                                                   |                                                                   |                                                                   |  |                    |                                                                    |                                                                    |                                                                    |                                                                    |  |             |                                                      |                                                      |  |
|  | Levante                                                                                          | 0                                                                                                | 4                                                                                                | 4                                                                                                |   |                    |                                                                       |                                                                       |                                                                       |                                                                       |  |                    |                                                                   |                                                                   |                                                                   |                                                                   |  |                    |                                                                    |                                                                    |                                                                    |                                                                    |  |             |                                                      |                                                      |  |
|  | Levante                                                                                          | 0                                                                                                | 4                                                                                                | 4                                                                                                |   | Levante            | 0                                                                     | 0                                                                     | 0                                                                     |                                                                       |  |                    |                                                                   |                                                                   |                                                                   |                                                                   |  |                    |                                                                    |                                                                    |                                                                    |                                                                    |  |             |                                                      |                                                      |  |
|  |                                                                                                  |                                                                                                  |                                                                                                  |                                                                                                  |   | Levante            | 0                                                                     | 0                                                                     | 0                                                                     |                                                                       |  |                    |                                                                   |                                                                   |                                                                   |                                                                   |  |                    |                                                                    |                                                                    |                                                                    |                                                                    |  |             |                                                      |                                                      |  |
|  |                                                                                                  |                                                                                                  | Real Zaragoza                                                                                    | 1                                                                                                | 2 | 2                  |                                                                       |                                                                       |                                                                       |                                                                       |  |                    |                                                                   |                                                                   |                                                                   |                                                                   |  |                    |                                                                    |                                                                    |                                                                    |                                                                    |  |             |                                                      |                                                      |  |
|  | Real Zaragoza (v.)                                                                               | 1                                                                                                | Real Zaragoza                                                                                    | 1                                                                                                | 2 | 2                  | 1                                                                     | 2                                                                     |                                                                       |                                                                       |  |                    |                                                                   |                                                                   |                                                                   |                                                                   |  |                    |                                                                    |                                                                    |                                                                    |                                                                    |  |             |                                                      |                                                      |  |
|  | Real Zaragoza (v.)                                                                               | 1                                                                                                |                                                                                                  |                                                                                                  |   |                    |                                                                       |                                                                       |                                                                       |                                                                       |  |                    |                                                                   |                                                                   |                                                                   |                                                                   |  |                    |                                                                    |                                                                    |                                                                    |                                                                    |  |             |                                                      |                                                      |  |
|  | Granada                                                                                          | 0                                                                                                | 2                                                                                                | 2                                                                                                |   |                    |                                                                       |                                                                       |                                                                       |                                                                       |  |                    |                                                                   |                                                                   |                                                                   |                                                                   |  |                    |                                                                    |                                                                    |                                                                    |                                                                    |  |             |                                                      |                                                      |  |
|  | Granada                                                                                          | 0                                                                                                | 2                                                                                                | 2                                                                                                |   |                    |                                                                       |                                                                       |                                                                       |                                                                       |  | Real Zaragoza      | 0                                                                 | 0                                                                 | 0                                                                 |                                                                   |  |                    |                                                                    |                                                                    |                                                                    |                                                                    |  |             |                                                      |                                                      |  |
|  |                                                                                                  |                                                                                                  |                                                                                                  |                                                                                                  |   |                    |                                                                       |                                                                       |                                                                       |                                                                       |  | Real Zaragoza      | 0                                                                 | 0                                                                 | 0                                                                 |                                                                   |  |                    |                                                                    |                                                                    |                                                                    |                                                                    |  |             |                                                      |                                                      |  |
|  |                                                                                                  |                                                                                                  | Sevilla                                                                                          | 0                                                                                                | 4 | 4                  |                                                                       |                                                                       |                                                                       |                                                                       |  |                    |                                                                   |                                                                   |                                                                   |                                                                   |  |                    |                                                                    |                                                                    |                                                                    |                                                                    |  |             |                                                      |                                                      |  |
|  | Deportivo La Coruña                                                                              | 1                                                                                                | Sevilla                                                                                          | 0                                                                                                | 4 | 4                  | 0                                                                     | 1                                                                     |                                                                       |                                                                       |  |                    |                                                                   |                                                                   |                                                                   |                                                                   |  |                    |                                                                    |                                                                    |                                                                    |                                                                    |  |             |                                                      |                                                      |  |
|  | Deportivo La Coruña                                                                              | 1                                                                                                |                                                                                                  |                                                                                                  |   |                    |                                                                       |                                                                       |                                                                       |                                                                       |  |                    |                                                                   |                                                                   |                                                                   |                                                                   |  |                    |                                                                    |                                                                    |                                                                    |                                                                    |  |             |                                                      |                                                      |  |
|  | Mallorca (v.)                                                                                    | 1                                                                                                | 0                                                                                                | 1                                                                                                |   |                    |                                                                       |                                                                       |                                                                       |                                                                       |  |                    |                                                                   |                                                                   |                                                                   |                                                                   |  |                    |                                                                    |                                                                    |                                                                    |                                                                    |  |             |                                                      |                                                      |  |
|  | Mallorca (v.)                                                                                    | 1                                                                                                | 0                                                                                                | 1                                                                                                |   | Mallorca           | 0                                                                     | 2                                                                     | 2                                                                     |                                                                       |  |                    |                                                                   |                                                                   |                                                                   |                                                                   |  |                    |                                                                    |                                                                    |                                                                    |                                                                    |  |             |                                                      |                                                      |  |
|  |                                                                                                  |                                                                                                  |                                                                                                  |                                                                                                  |   | Mallorca           | 0                                                                     | 2                                                                     | 2                                                                     |                                                                       |  |                    |                                                                   |                                                                   |                                                                   |                                                                   |  |                    |                                                                    |                                                                    |                                                                    |                                                                    |  |             |                                                      |                                                      |  |
|  |                                                                                                  |                                                                                                  | Sevilla                                                                                          | 5                                                                                                | 1 | 6                  |                                                                       |                                                                       |                                                                       |                                                                       |  |                    |                                                                   |                                                                   |                                                                   |                                                                   |  |                    |                                                                    |                                                                    |                                                                    |                                                                    |  |             |                                                      |                                                      |  |
|  | Sevilla                                                                                          | 3                                                                                                | Sevilla                                                                                          | 5                                                                                                | 1 | 6                  | 3                                                                     | 6                                                                     |                                                                       |                                                                       |  |                    |                                                                   |                                                                   |                                                                   |                                                                   |  |                    |                                                                    |                                                                    |                                                                    |                                                                    |  |             |                                                      |                                                      |  |
|  | Sevilla                                                                                          | 3                                                                                                |                                                                                                  |                                                                                                  |   |                    |                                                                       |                                                                       |                                                                       |                                                                       |  |                    |                                                                   |                                                                   |                                                                   |                                                                   |  |                    |                                                                    |                                                                    |                                                                    |                                                                    |  |             |                                                      |                                                      |  |
|  | Espanyol                                                                                         | 1                                                                                                | 0                                                                                                | 1                                                                                                |   |                    |                                                                       |                                                                       |                                                                       |                                                                       |  |                    |                                                                   |                                                                   |                                                                   |                                                                   |  |                    |                                                                    |                                                                    |                                                                    |                                                                    |  |             |                                                      |                                                      |  |
|  | Espanyol                                                                                         | 1                                                                                                | 0                                                                                                | 1                                                                                                |   |                    |                                                                       |                                                                       |                                                                       |                                                                       |  |                    |                                                                   |                                                                   |                                                                   |                                                                   |  |                    |                                                                    |                                                                    |                                                                    |                                                                    |  |             |                                                      |                                                      |  |
|  |                                                                                                  |                                                                                                  |                                                                                                  |                                                                                                  |   |                    |                                                                       |                                                                       |                                                                       |                                                                       |  |                    |                                                                   |                                                                   |                                                                   |                                                                   |  |                    |                                                                    |                                                                    |                                                                    |                                                                    |  |             |                                                      |                                                      |  |

### Dieciseisavos de final
En los dieciseisavos de final participarán los once equipos vencedores de la tercera ronda, el club exento de la misma y los veinte equipos de Primera División. Los siete equipos que juegan competiciones europeas deberán enfrentarse obligatoriamente con los siete clasificados de Segunda División B y los equipos de Segunda División deberán hacerlo contra equipos de Primera División. La eliminatoria se disputará a doble partido entre los días 31 de octubre y 12 de diciembre de 2012.
| Local ida                    | Resultado global | Local vuelta             | Ida   | Vuelta |
| ---------------------------- | ---------------- | ------------------------ | ----- | ------ |
| U. D. Almería                | 2 - 3            | R. C. Celta de Vigo      | 2 - 0 | 0 - 3  |
| C. D. Alcoyano               | 1 - 7            | Real Madrid C. F.        | 1 - 4 | 0 - 3  |
| Real Sporting de Gijón       | 1 - 2            | C. A. Osasuna            | 1 - 0 | 0 - 2  |
| U. E. Llagostera             | 1 - 5            | Valencia C. F.           | 0 - 2 | 1 - 3  |
| Deportivo Alavés             | 1 - 6            | F. C. Barcelona          | 0 - 3 | 1 - 3  |
| Córdoba C. F.                | 4 - 2            | Real Sociedad de Fútbol  | 2 - 0 | 2 - 2  |
| S. D. Eibar(v)               | 1 - 1            | Athletic Club            | 0 - 0 | 1 - 1  |
| C. P. Cacereño               | 4 - 4            | Málaga C. F.(v)          | 3 - 4 | 1 - 0  |
| Real Jaén C. F.              | 0 - 4            | Club Atlético de Madrid  | 0 - 3 | 0 - 1  |
| S. D. Ponferradina           | 0 - 4            | Getafe C. F.             | 0 - 4 | 0 - 0  |
| U. D. Las Palmas             | 1 - 0            | Rayo Vallecano de Madrid | 1 - 0 | 0 - 0  |
| Real Valladolid C. F.        | 1 - 3            | Real Betis Balompié      | 1 - 0 | 0 - 3  |
| U. D. Melilla                | 2 - 4            | Levante U. D.            | 1 - 0 | 1 - 4  |
| Real Zaragoza(v)             | 2 - 2            | Granada C. F.            | 1 - 0 | 1 - 2  |
| R. C. Deportivo de La Coruña | 1 - 1            | R. C. D. Mallorca(v)     | 1 - 1 | 0 - 0  |
| Sevilla F. C.                | 6 - 1            | R. C. D. Espanyol        | 3 - 1 | 3 - 0  |

### Octavos de final
Las eliminatorias se disputarán a doble partido del 11 al 13 de diciembre de 2012 (ida), y del 8 al 10 de enero de 2013 (vuelta); con la excepción de la eliminatoria entre el Eibar y el Málaga, cuyo partido de ida se jugará el 19 de diciembre. Por regla, las eliminatorias entre equipos de distinta categoría disputarán la ida en el campo del equipo de categoría inferior, por lo que se alternará en consecuencia el orden de algunas eliminatorias.
| Local ida           | Resultado global | Local vuelta        | Ida   | Vuelta |
| ------------------- | ---------------- | ------------------- | ----- | ------ |
| R. C. Celta de Vigo | 2 - 5            | Real Madrid C. F.   | 2 - 1 | 0 - 4  |
| C. A. Osasuna       | 1 - 4            | Valencia C. F.      | 0 - 2 | 1 - 2  |
| Córdoba C. F.       | 0 - 7            | F. C. Barcelona     | 0 - 2 | 0 - 5  |
| S. D. Eibar         | 2 - 5            | Málaga C. F.        | 1 - 1 | 1 - 4  |
| Atlético de Madrid  | 3 - 0            | Getafe C.F.         | 3 - 0 | 0 - 0  |
| U. D. Las Palmas    | 1 - 2            | Real Betis Balompié | 1 - 1 | 0 - 1  |
| Levante U. D.       | 0 - 3            | Real Zaragoza       | 0 - 1 | 0 - 2  |
| R. C. D. Mallorca   | 2 - 6            | Sevilla F.C.        | 0 - 5 | 2 - 1  |

#### R. C. Celta de Vigo - Real Madrid C. F.
| Ida; 12 de diciembre de 2012 22:00 | R. C. Celta de Vigo            | 2 - 1   | Real Madrid C. F.     | Balaídos, Vigo                                                        |                                                                       |
|                                    | Mario Bermejo 56' · Bustos 77' | Reporte | Cristiano Ronaldo 86' | Asistencia: 30 000 espectadores Árbitro(s): Alfonso Álvarez Izquierdo | Asistencia: 30 000 espectadores Árbitro(s): Alfonso Álvarez Izquierdo |

| Vuelta; 9 de enero de 2013 21:30 | Real Madrid C. F.                          | 4 - 0   | R. C. Celta de Vigo | Santiago Bernabéu, Madrid                                           |                                                                     |
|                                  | Cristiano Ronaldo 2' 24' 87' · Khedira 89' | Reporte |                     | Asistencia: 60.600 espectadores Árbitro(s): Miguel Ángel Ayza Gámez | Asistencia: 60.600 espectadores Árbitro(s): Miguel Ángel Ayza Gámez |

#### C. A. Osasuna - Valencia C. F.
| Ida; 11 de diciembre de 2012 20:00 | C. A. Osasuna | 0 - 2   | Valencia C. F.           | El Sadar, Pamplona                                                  |                                                                     |
|                                    |               | Reporte | Parejo 47' · Soldado 89' | Asistencia: 10 885 espectadores Árbitro(s): Miguel Ángel Pérez Lasa | Asistencia: 10 885 espectadores Árbitro(s): Miguel Ángel Pérez Lasa |

| Vuelta; 8 de enero de 2013 21:30 | Valencia C. F.          | 2 - 1   | C. A. Osasuna   | Mestalla, Valencia                                                  |                                                                     |
|                                  | Costa 34' · Soldado 89' | Reporte | J. Llorente 37' | Asistencia: 15.000 espectadores Árbitro(s): Carlos Velasco Carballo | Asistencia: 15.000 espectadores Árbitro(s): Carlos Velasco Carballo |

#### Córdoba C. F. - F. C. Barcelona
| Ida; 12 de diciembre de 2012 20:00 | Córdoba C. F. | 0 - 2   | F. C. Barcelona | Nuevo Arcángel, Córdoba                                             |                                                                     |
|                                    |               | Reporte | Messi 10' 73'   | Asistencia: 20.000 espectadores Árbitro(s): Carlos del Cerro Grande | Asistencia: 20.000 espectadores Árbitro(s): Carlos del Cerro Grande |

| Vuelta; 10 de enero de 2013 21:30 | F. C. Barcelona                             | 5 - 0   | Córdoba C. F. | Camp Nou, Barcelona                                                       |                                                                           |
|                                   | Thiago 11' · Villa 21' 26' · Alexis 55' 85' | Reporte |               | Asistencia: 37.607 espectadores Árbitro(s): Alejandro Hernández Hernández | Asistencia: 37.607 espectadores Árbitro(s): Alejandro Hernández Hernández |

#### S. D. Eibar - Málaga C. F.
| Ida; 19 de diciembre de 2012 | S. D. Eibar  | 1 - 1   | Málaga C. F. | Ipurúa, Éibar                                                             |                                                                           |
|                              | Añibarro 73' | Reporte | Onyewu 90+4' | Asistencia: 4.000 espectadores Árbitro(s): José Antonio Teixeira Vitienes | Asistencia: 4.000 espectadores Árbitro(s): José Antonio Teixeira Vitienes |

| Vuelta; 8 de enero de 2013 19:30 | Málaga C. F.                                           | 4 - 1   | S. D. Eibar | La Rosaleda, Málaga                                           |                                                               |
|                                  | Buonanotte 74' 90+1' · S. Fernández 76' · Portillo 83' | Reporte | Arroyo 12'  | Asistencia: 25.000 espectadores Árbitro(s): Jesús Gil Manzano | Asistencia: 25.000 espectadores Árbitro(s): Jesús Gil Manzano |

#### Atlético de Madrid - Getafe C. F.
| Ida; 12 de diciembre de 2012 22:00 | Atlético de Madrid                           | 3 - 0   | Getafe C. F. | Vicente Calderón, Madrid                                              |                                                                       |
|                                    | Diego Costa 18' (Pen.) 86' · Filipe Luis 79' | Reporte |              | Asistencia: 7.000 espectadores Árbitro(s): Antonio Miguel Mateu Lahoz | Asistencia: 7.000 espectadores Árbitro(s): Antonio Miguel Mateu Lahoz |

| Vuelta; 10 de enero de 2013 21:30 | Getafe C. F. | 0 - 0   | Atlético de Madrid | Alfonso Pérez, Madrid                                                  |                                                                        |
|                                   |              | Reporte |                    | Asistencia: 5.000 espectadores Árbitro(s): Ignacio Iglesias Villanueva | Asistencia: 5.000 espectadores Árbitro(s): Ignacio Iglesias Villanueva |

#### U. D. Las Palmas - Real Betis Balompié
| Ida; 13 de diciembre de 2012 21:00 | U. D. Las Palmas | 1 - 1   | Real Betis Balompié | Gran Canaria, Las Palmas de Gran Canaria                            |                                                                     |
|                                    | Chrisantus 84'   | Reporte | Rubén Castro 66'    | Asistencia: 14.640 espectadores Árbitro(s): Carlos Delgado Ferreiro | Asistencia: 14.640 espectadores Árbitro(s): Carlos Delgado Ferreiro |

| Vuelta; 10 de enero de 2013 21:30 | Real Betis Balompié | 1 - 0   | U. D. Las Palmas | Benito Villamarín, Sevilla                                             |                                                                        |
|                                   | Rubén Castro 85'    | Reporte |                  | Asistencia: 27.755 espectadores Árbitro(s): Fernando Teixeira Vitienes | Asistencia: 27.755 espectadores Árbitro(s): Fernando Teixeira Vitienes |

#### Levante U. D. - Real Zaragoza
| Ida; 13 de diciembre de 2012 20:00 | Levante U. D. | 0 - 1   | Real Zaragoza | Ciudad de Valencia, Valencia                                          |                                                                       |
|                                    |               | Reporte | Aranda 89'    | Asistencia: 10.862 espectadores Árbitro(s): Pedro Jesús Pérez Montero | Asistencia: 10.862 espectadores Árbitro(s): Pedro Jesús Pérez Montero |

| Vuelta; 9 de enero de 2013 21:30 | Real Zaragoza               | 2 - 0   | Levante U. D. | La Romareda, Zaragoza                                                             |                                                                                   |
|                                  | Zuculini 23' · Montañés 60' | Reporte |               | Asistencia: 12.000 espectadores espectadores Árbitro(s): Javier Estrada Fernández | Asistencia: 12.000 espectadores espectadores Árbitro(s): Javier Estrada Fernández |

#### R. C. D. Mallorca - Sevilla F. C.
| Ida; 12 de diciembre de 2012 | R. C. D. Mallorca | 0 - 5   | Sevilla F. C.                                      | Ono Estadi, Mallorca                                         |                                                              |
|                              |                   | Reporte | Negredo 13' 18' · Medel 26' · Botía 48' · Luna 85' | Asistencia: 4.000 espectadores Árbitro(s): Carlos Clos Gómez | Asistencia: 4.000 espectadores Árbitro(s): Carlos Clos Gómez |

| Vuelta; 9 de enero de 2013 19:30 | Sevilla F. C. | 1 - 2   | R. C. D. Mallorca        | Ramón Sánchez Pizjuán, Sevilla                                          |                                                                         |
|                                  | Manu 22'      | Reporte | Brandon 52' · Alfaro 56' | Asistencia: 20.000 espectadores Árbitro(s): José Luis González González | Asistencia: 20.000 espectadores Árbitro(s): José Luis González González |

### Cuartos de final
Los cuartos de final de la competición se jugaron a doble partido entre los días 15 y 24 de enero.
| Local ida          | Resultado global | Local vuelta        | Ida   | Vuelta |
| ------------------ | ---------------- | ------------------- | ----- | ------ |
| Real Madrid C. F.  | 3 - 1            | Valencia C. F.      | 2 - 0 | 1 - 1  |
| F. C. Barcelona    | 6 - 4            | Málaga C. F.        | 2 - 2 | 4 - 2  |
| Atlético de Madrid | 3 - 1            | Real Betis Balompié | 2 - 0 | 1 - 1  |
| Real Zaragoza      | 0 - 4            | Sevilla F. C.       | 0 - 0 | 0 - 4  |

#### Real Madrid C. F. - Valencia C. F.
| Ida; 15 de enero de 2013, 21:00 (CEST) | Real Madrid C. F.                 | 2 - 0   | Valencia C. F. | Santiago Bernabéu, Madrid                                   |                                                             |
|                                        | Benzema 36' · Guardado 73' (a.g.) | Reporte |                | Asistencia: 68.000 espectadores Árbitro(s): Muñiz Fernández | Asistencia: 68.000 espectadores Árbitro(s): Muñiz Fernández |

| Vuelta; 23 de enero de 2013, 21:30 (CEST) | Valencia C. F. | 1 - 1   | Real Madrid C. F. | Mestalla, Valencia                                     |                                                        |
|                                           | Tino Costa 52' | Reporte | Benzema 43'       | Asistencia: 40.000 espectadores Árbitro(s): Pérez Lasa | Asistencia: 40.000 espectadores Árbitro(s): Pérez Lasa |

#### F. C. Barcelona - Málaga C. F.
| Ida; 16 de enero de 2013, 21:30 (CEST) | F. C. Barcelona       | 2 - 2   | Málaga C. F.             | Camp Nou, Barcelona           |                               |
|                                        | Messi 28' · Puyol 29' | Reporte | Iturra 24' · Camacho 89' | Árbitro(s): González González | Árbitro(s): González González |

| Vuelta; 24 de enero de 2013 22:00 (CEST) | Málaga C. F.                 | 2 - 4   | F. C. Barcelona                                | La Rosaleda, Málaga                    |                                        |
|                                          | Joaquín 11' · Santa Cruz 67' | Reporte | Pedro 8' · Piqué 48' · Iniesta 75' · Messi 79' | Árbitro(s): Antonio Miguel Mateu Lahoz | Árbitro(s): Antonio Miguel Mateu Lahoz |

#### Atlético de Madrid - Real Betis
| Ida; 17 de enero de 2013, 22:00 (CEST) | Atlético de Madrid           | 2 - 0   | Real Betis Balompié | Vicente Calderón, Madrid     |                              |
|                                        | Falcao 11' · Filipe Luis 23' | Reporte |                     | Árbitro(s): Undiano Mallenco | Árbitro(s): Undiano Mallenco |

| Vuelta; 24 de enero de 2013 20:00 (CEST) | Real Betis Balompié | 1 - 1   | Atlético de Madrid | Benito Villamarín, Sevilla    |                               |
|                                          | Jorge Molina 90'    | Reporte | Diego Costa 45'    | Árbitro(s): Carlos Clos Gómez | Árbitro(s): Carlos Clos Gómez |

#### Real Zaragoza - Sevilla F. C.
| Ida; 16 de enero de 2013, 19:30 CEST | Real Zaragoza | 0 - 0   | Sevilla F. C. | La Romareda, Zaragoza         |                               |
|                                      |               | Reporte |               | Árbitro(s): Teixeira Vitienes | Árbitro(s): Teixeira Vitienes |

| Vuelta; 23 de enero de 2013 19:30, CEST | Sevilla F. C.                                 | 4 - 0   | Real Zaragoza | Ramón Sánchez Pizjuán, Sevilla      |                                     |
|                                         | Negredo 35' 67' · Rakitić 45+2' · Moral 90+2' | Reporte |               | Árbitro(s): Carlos Velasco Carballo | Árbitro(s): Carlos Velasco Carballo |

### Semifinales
| Local ida          | Resultado global | Local vuelta    | Ida   | Vuelta |
| ------------------ | ---------------- | --------------- | ----- | ------ |
| Real Madrid C. F.  | 4 - 2            | F. C. Barcelona | 1 - 1 | 3 - 1  |
| Atlético de Madrid | 4 - 3            | Sevilla F. C.   | 2 - 1 | 2 - 2  |

#### Real Madrid C. F. - F. C. Barcelona
| Ida; 30 de enero de 2013, 21:00 (CEST) | Real Madrid C. F. | 1 - 1   | FC Barcelona | Santiago Bernabéu, Madrid                                            |                                                                      |
|                                        | Varane 82'        | Reporte | Fàbregas 49' | Asistencia: 82.300 espectadores. espectadores Árbitro(s): Clos Gómez | Asistencia: 82.300 espectadores. espectadores Árbitro(s): Clos Gómez |

| Vuelta; 26 de febrero de 2013, 21:00 (CEST) | FC Barcelona   | 1 - 3   | Real Madrid C. F.                             | Camp Nou, Barcelona                                                       |                                                                           |
|                                             | Jordi Alba 87' | Reporte | Cristiano Ronaldo 12' (Pen.) 57' · Varane 67' | Asistencia: 98.000 espectadores espectadores Árbitro(s): Undiano Mallenco | Asistencia: 98.000 espectadores espectadores Árbitro(s): Undiano Mallenco |

#### Atlético de Madrid - Sevilla F. C.
| Ida; 31 de enero de 2013, 22:00 CEST | Atlético de Madrid          | 2 - 1   | Sevilla F. C.      | Estadio Vicente Calderón, Madrid |                        |
|                                      | Costa 49' (Pen.) 71' (Pen.) | Reporte | Negredo 56' (Pen.) | Árbitro(s): Ayza Gámez           | Árbitro(s): Ayza Gámez |

| Vuelta; 27 de febrero de 2013, 22:00 CEST | Sevilla F. C.             | 2 - 2   | Atlético de Madrid          | Ramón Sánchez Pizjuán, Sevilla         |                                        |
|                                           | Navas 38' · Rakitić 90+1' | Reporte | Diego Costa 5' · Falcao 28' | Árbitro(s): Fernando Teixeira Vitienes | Árbitro(s): Fernando Teixeira Vitienes |

### Final
La final de la Copa del Rey 2012-13 tuvo lugar el día 17 de mayo de 2013 en el estadio Santiago Bernabéu de Madrid siendo la quinta vez que ambos conjuntos se enfrentaban en la final de la competición.
| 25         | POR        | Diego López       |     |
| 15         | DEF        | Michael Essien    |     |
| 18         | DEF        | Raúl Albiol       |     |
| 4          | DEF        | Sergio Ramos      |     |
| 5          | DEF        | Fábio Coentrão    | 91' |
| 6          | MED        | Sami Khedira      |     |
| 14         | MED        | Xabi Alonso       |     |
| 10         | MED        | Mesut Özil        |     |
| 19         | MED        | Luka Modrić       | 91' |
| 7          | MED        | Cristiano Ronaldo |     |
| 9          | DEL        | Karim Benzema     | 91' |
| Entrenador | Entrenador | José Mourinho     |     |

| 13         | POR        | Thibaut Courtois    |      |
| 20         | DEF        | Juanfran Torres     |      |
| 23         | DEF        | João Miranda        |      |
| 2          | DEF        | Diego Godín         |      |
| 3          | DEF        | Filipe Luis         |      |
| 6          | MED        | Koke                | 112' |
| 4          | MED        | Mario Suárez        |      |
| 14         | MED        | Gabi Fernández      |      |
| 10         | MED        | Arda Turan          | 109' |
| 19         | DEL        | Diego Costa         | 105' |
| 9          | DEL        | Radamel Falcao      |      |
| Entrenador | Entrenador | Diego Pablo Simeone |      |

| 17 | DEF | Álvaro Arbeloa  | 91' |
| 22 | DEL | Ángel Di María  | 91' |
| 20 | DEL | Gonzalo Higuaín | 91' |

| 7  | DEL | Adrián López       | 105' |
| 11 | MED | Cristian Rodríguez | 109' |
| 8  | MED | Raúl García        | 112' |

| Anotado | 13' | Cristiano Ronaldo | 1-0 |

| Anotado | 34' | Diego Costa  | 1-1 |
| Anotado | 98' | João Miranda | 1-2 |

| * El acta oficial del encuentro otorga erróneamente el primer gol del Atlético de Madrid a Arda Turan, anotado por Diego Costa Archivado el 8 de junio de 2013 en Wayback Machine. |

| Amonestado | 54'  | Fábio Coentrão    |
| Amonestado | 65'  | Sami Khedira      |
| Amonestado | 72'  | Mesut Özil        |
| Amonestado | 75'  | Sergio Ramos      |
| Amonestado | 89'  | Cristiano Ronaldo |
| Amonestado | 101' | Michael Essien    |
| Amonestado | 119' | Ángel Di María    |

| Amonestado | 38'  | Arda Turan        |
| Amonestado | 69'  | Diego Costa       |
| Amonestado | 100' | Mario Suárez      |
| Amonestado | 105' | Koke Resurrección |
| Amonestado | 115' | Gabi Fernández    |
| Amonestado | 118' | João Miranda      |

| Expulsado | 115' | Cristiano Ronaldo |

| Otorgado · Otorgado otra vez · Expulsado | 115' 119' | Gabi Fernández |

| Árbitro:                                                    | Carlos Clos Gómez        |
| Árbitros asistentes:                                        | Javier Aguilar Rodríguez |
| Árbitros asistentes:                                        | Pau Cebrián Devis        |
| Cuarto árbitro:                                             | Javier Estrada Fernández |
| Reporte Archivado el 8 de junio de 2013 en Wayback Machine. |                          |

| 25         | POR        | Diego López       |     |
| 15         | DEF        | Michael Essien    |     |
| 18         | DEF        | Raúl Albiol       |     |
| 4          | DEF        | Sergio Ramos      |     |
| 5          | DEF        | Fábio Coentrão    | 91' |
| 6          | MED        | Sami Khedira      |     |
| 14         | MED        | Xabi Alonso       |     |
| 10         | MED        | Mesut Özil        |     |
| 19         | MED        | Luka Modrić       | 91' |
| 7          | MED        | Cristiano Ronaldo |     |
| 9          | DEL        | Karim Benzema     | 91' |
| Entrenador | Entrenador | José Mourinho     |     |

| 13         | POR        | Thibaut Courtois    |      |
| 20         | DEF        | Juanfran Torres     |      |
| 23         | DEF        | João Miranda        |      |
| 2          | DEF        | Diego Godín         |      |
| 3          | DEF        | Filipe Luis         |      |
| 6          | MED        | Koke                | 112' |
| 4          | MED        | Mario Suárez        |      |
| 14         | MED        | Gabi Fernández      |      |
| 10         | MED        | Arda Turan          | 109' |
| 19         | DEL        | Diego Costa         | 105' |
| 9          | DEL        | Radamel Falcao      |      |
| Entrenador | Entrenador | Diego Pablo Simeone |      |

| 17 | DEF | Álvaro Arbeloa  | 91' |
| 22 | DEL | Ángel Di María  | 91' |
| 20 | DEL | Gonzalo Higuaín | 91' |

| 7  | DEL | Adrián López       | 105' |
| 11 | MED | Cristian Rodríguez | 109' |
| 8  | MED | Raúl García        | 112' |

| Anotado | 13' | Cristiano Ronaldo | 1-0 |

| Anotado | 34' | Diego Costa  | 1-1 |
| Anotado | 98' | João Miranda | 1-2 |

| * El acta oficial del encuentro otorga erróneamente el primer gol del Atlético de Madrid a Arda Turan, anotado por Diego Costa Archivado el 8 de junio de 2013 en Wayback Machine. |

| Amonestado | 54'  | Fábio Coentrão    |
| Amonestado | 65'  | Sami Khedira      |
| Amonestado | 72'  | Mesut Özil        |
| Amonestado | 75'  | Sergio Ramos      |
| Amonestado | 89'  | Cristiano Ronaldo |
| Amonestado | 101' | Michael Essien    |
| Amonestado | 119' | Ángel Di María    |

| Amonestado | 38'  | Arda Turan        |
| Amonestado | 69'  | Diego Costa       |
| Amonestado | 100' | Mario Suárez      |
| Amonestado | 105' | Koke Resurrección |
| Amonestado | 115' | Gabi Fernández    |
| Amonestado | 118' | João Miranda      |

| Expulsado | 115' | Cristiano Ronaldo |

| Otorgado · Otorgado otra vez · Expulsado | 115' 119' | Gabi Fernández |

| Árbitro:                                                    | Carlos Clos Gómez        |
| Árbitros asistentes:                                        | Javier Aguilar Rodríguez |
| Árbitros asistentes:                                        | Pau Cebrián Devis        |
| Cuarto árbitro:                                             | Javier Estrada Fernández |
| Reporte Archivado el 8 de junio de 2013 en Wayback Machine. |                          |

|                                   |
| Bandera de la Comunidad de Madrid |
| Campeón                           |
| Atlético de Madrid                |
| 10º título                        |

## Goleadores
Lista de máximos goleadores de la competición de acuerdo con las actas oficiales de la Real Federación Española de Fútbol:
| Pos. | Jugador           | Equipo             | Goles |
| ---- | ----------------- | ------------------ | ----- |
| 1.°  | Diego Costa       | Atlético de Madrid | 7     |
| 1.°  | Cristiano Ronaldo | Real Madrid C. F.  | 7     |
| 3.°  | Álvaro Negredo    | Sevilla F. C.      | 6     |
| 4.°  | David Villa       | F. C. Barcelona    | 5     |
| 5.°  | Lionel Messi      | F. C. Barcelona    | 4     |
| 5.°  | Karim Benzema     | Real Madrid C. F.  | 4     |
| 7.°  | Rubén Castro      | Real Betis         | 3     |
| 7.°  | Roque Santa Cruz  | Málaga C. F.       | 3     |